# Округ Макалок (Тексас)
Округ Макалок (енгл. McCulloch County) је округ у америчкој савезној држави Тексас. По попису из 2010. године број становника је 8.283.

## Демографија
Према попису становништва из 2010. у округу је живело 8.283 становника, што је 78 (1,0%) становника више него 2000. године.
| Група             | 2000.         | 2010.         |
| Белци             | 5.792 (70,6%) | 5.568 (67,2%) |
| Афроамериканци    | 129 (1,6%)    | 160 (1,9%)    |
| Азијати           | 14 (0,2%)     | 29 (0,4%)     |
| Хиспаноамериканци | 2.219 (27,0%) | 2.476 (29,9%) |
| Укупно            | 8.205         | 8.283         |